# مادلن بژار
مادلن بژار (به فرانسوی: Madeleine Béjart) بازیگر و کارگردان تئاتر فرانسوی بود. در اویل قرن هفدهم میلادی در پاریس چشم به جهان گشود و ۵۴ سال بعد چشم از دنیا فروبست. او شریک عشقی و هنری مولیر و ایفاگر بسیاری از نقش‌های زن در آثار مولیر بود. او زنی با موهای قرمز و به زیبایی مشهور بود. دامنه صدای او در خوانندگی و اپرا بسیار زیر و سوپرانو بود.

## برخی از نقش‌های او
- فروزین در خسیس مولیر
- دورین در تارتوف مولیر
- مگ‌دولون در زنان فضل‌فروش مضحک مولیر